# OTRAG (razzo)
Il razzo OTRAG era un vettore spaziale modulare a propellente liquido, sviluppato dalla società tedesca OTRAG fra gli anni settanta e gli anni ottanta. Il progetto prevedeva di realizzare una famiglia di razzi mediante l'assemblaggio di unità di propulsione standard denominate Common Rocket Propulsion Unit (CRPU). La produzione in serie delle unità di propulsione avrebbe permesso la realizzazione dei lanciatori a basso costo. I motori furono sperimentati in piattaforme a terra e vennero eseguiti lanci di prova da basi in Africa, raggiungendo un'altezza massima di 50 Km. Il progetto fu interrotto a metà degli anni ottanta.

## Caratteristiche tecniche

### Le unità di propulsione
Ogni unità di propulsione (CRPU) consisteva in un tubo in acciaio, lungo 16 metri e con un diametro di 27 cm. Il tubo era diviso in tre sezioni da paratie di alluminio: la prima sezione conteneva una miscela di acido nitrico e tetrossido di azoto, la seconda conteneva cherosene e la terza conteneva il motore.

### I razzi
Il progetto era basato sull'idea del razzo a fascio, concepita in Germania negli anni trenta: le singole unità di propulsione (CRPU) sarebbero state montate parallelamente come le canne di un organo, formando un fascio di forma quadrata. Ogni fascio avrebbe costituito uno stadio del razzo. I singoli fasci potevano essere impilati uno sull'altro, ottenendo un razzo a più stadi. I razzi sarebbero stati realizzati in diverse varianti: un razzo-sonda sarebbe stato costituito da un singolo stadio formato da quattro unità, mentre un lanciatore orbitale sarebbe stato costituito da tre stadi, composti in totale da 64 unità, con la seguente configurazione:
- primo stadio composto da 48 unità
- secondo stadio composto da 12 unità
- terzo stadio composto da 4 unità.

Questo lanciatore orbitale sarebbe stato in grado di lanciare in orbita terrestre bassa un carico utile di una tonnellata.
Sarebbe stato possibile costruire lanciatori ancora più potenti, utilizzando centinaia di unità. In queste varianti di maggiori dimensioni, le unità poste all’esterno dello stadio si sarebbero distaccate progressivamente, lasciando le unità interne a proseguire la loro corsa.

## Storia dei lanci
Furono costruiti e lanciati razzi di prova dotati di unità di propulsione più piccole. Questi razzi erano alti tra i 6 e i 12 metri. Grazie ad un accordo con il governo dello Zaire stipulato nel 1975, i primi lanci di prova furono effettuati da una base creata nel nord della provincia dello Shaba (l’attuale Katanga). Nel 1980 i tecnici tedeschi si spostarono in Libia, effettuando i lanci da una base vicino Sebha. In seguito a pressioni diplomatiche internazionali, i tedeschi si ritirarono dalla Libia. L’ultimo lancio fu effettuato in Svezia dalla base di Esrange nel 1983, ma si risolse in un fallimento e il progetto fu interrotto. In totale sono stati effettuati diciotto lanci, di cui 14 con successo; tre lanci sono falliti e uno ha avuto un esito incerto. I razzi hanno raggiunto altitudini comprese tra 20 e 50 km. Con questi voli, nonostante alcuni problemi tecnici, è stato possibile confermare che l’idea di utilizzo delle CRPU era fattibile.